# Urban Hymns
Urban Hymns – trzeci album studyjny brytyjskiej grupy The Verve wydany w 1997. Stał się numerem 1 na brytyjskiej liście Album Top.

## Lista utworów
1. "Bitter Sweet Symphony" (Ashcroft) – 5:58
  - Sample: The Andrew Oldham Orchestra.
2. "Sonnet" (Ashcroft) – 4:21
3. "The Rolling People" (Verve) – 7:01
4. "The Drugs Don't Work" (Ashcroft) – 5:05
5. "Catching the Butterfly" (Verve) – 6:26
6. "Neon Wilderness" (McCabe, Verve) – 2:37
7. "Space and Time" (Ashcroft) – 5:36
8. "Weeping Willow" (Ashcroft) – 4:49
9. "Lucky Man" (Ashcroft) – 4:53
10. "One Day" (Ashcroft) – 5:03
11. "This Time" (Ashcroft) – 3:50
12. "Velvet Morning" (Ashcroft) – 4:57
13. "Come On" (Verve) – 15:15
  1. "Come On" (00:00 – 6:28)
  2. – (06:28 – 13:01)
  3. "Deep Freeze" (13:01 – 15:15)

Niektóre wersje albumu zawierają 15 utworów – dodatkowe ścieżki to "Lord I Guess I'll Never Know" (nr 14) i "Deep Freeze" (nr 15).
Największą popularność zyskał utwór "Bitter Sweet Symphony", wydany również na singlu.

## Single z albumu
- "Bitter Sweet Symphony" – 16 czerwca 1997
- "The Drugs Don't Work" – 1 września 1997
- "Lucky Man" – 24 listopada 1997
- "Sonnet" – 2 marca 1998